# Cynortoplus albimaculatus
Cynortoplus albimaculatus is een hooiwagen uit de familie Cosmetidae.